# Pleasance Smith
Lady Pleasance Reeve Smith (11 de maio de 1773 – 3 de fevereiro de 1877) foi uma escritora de letras e editora literária inglesa.

## Biografia
Smith nasceu em Lowestoft em 1773. Ela se casou com James Edward Smith. Depois que ela se casou em 1796, ela foi pintada "como uma cigana" por John Opie.
Depois que seu marido morreu em 1828, ela editou uma biografia dele que incluiu algumas de suas cartas. Isto foi publicado em 1832.
Smith morreu em Lowestoft, tendo já conseguido uma idade de 100 anos em 1873. Dizia que ela reteve suas faculdades e a maioria de seus dentes. Ela recebeu uma carta pessoal da rainha Vitória para "sua amiga" em seu aniversário de 100 anos.